# Pencak silat tại Đại hội Thể thao Đông Nam Á 2007

Pencak silat tại Đại hội Thể thao Đông Nam Á năm 2007 diễn ra từ ngày 6 đến 15 tháng 12 năm 2007 tại Sung Noen Municipality Hall, huyện Sung Noen, tỉnh Nakhon Ratchasima, Thái Lan. Chương trình thi đấu bao gồm cả phần biểu diễn nghệ thuật (Art/Seni) và thi đấu đối kháng (Combat/Tarung) theo các hạng cân cả nam lẫn nữ, từ Class A đến Class G với các lớp cân lần lượt khoảng 45–80 kg cho nam và Class A đến Class E cho nữ.
Theo kế hoạch ban đầu thì pencak silat sẽ thi đấu 14 nội dung nhưng do lộn xộn trong khâu tổ chức nên cuối cùng nội dung đối kháng trên 80 kg nam bị hủy bỏ và vận động viên Nguyễn Thanh Quyền của Việt Nam không được trao huy chương vàng mặc dù đã thi đấu xong 
Indonesia, với truyền thống pencak silat mạnh và có sự đầu tư, đã dẫn đầu toàn môn với thành tích 5 huy chương vàng, 3 bạc và 4 đồng trong tổng số 13 bộ huy chương được trao

## Bảng huy chương
| Hạng               | Đoàn               | Vàng | Bạc | Đồng | Tổng số |
| ------------------ | ------------------ | ---- | --- | ---- | ------- |
| 1                  | Indonesia          | 5    | 3   | 4    | 12      |
| 2                  | Thái Lan           | 4    | 1   | 6    | 11      |
| 3                  | Việt Nam           | 3    | 5   | 1    | 9       |
| 4                  | Singapore          | 1    | 0   | 1    | 2       |
| 5                  | Malaysia           | 0    | 1   | 6    | 7       |
| 6                  | Myanmar            | 0    | 1   | 3    | 4       |
| 7                  | Philippines        | 0    | 1   | 2    | 3       |
| 8                  | Brunei             | 0    | 1   | 0    | 1       |
| 9                  | Lào                | 0    | 0   | 1    | 1       |
| Tổng số (9 đơn vị) | Tổng số (9 đơn vị) | 13   | 13  | 24   | 50      |

## Tóm tắt kết quả
| Nội dung       | Vàng                            | Bạc                     | Đồng                   | Đồng                  |          |
| -------------- | ------------------------------- | ----------------------- | ---------------------- | --------------------- | -------- |
| Dưới 50 kg nam | Kristianto Diyan                | Jantaro Niphon          | Abdulhakim Jul-Omar    | Htein Lin             | chi tiết |
| Dưới 55 kg nam | Trần Văn Toàn                   | M.Andi Supiantoro       | Khansakorn Nanthachai  | Tin Oo                | chi tiết |
| Dưới 60 kg nam | Wariam Prasit                   | Thein Soe               | Indratno Suhud         | Sihalath Olane        | chi tiết |
| Dưới 65 kg nam | Nimma Chaiwat                   | Lê Ngọc Tân             | Jailudin Ahmad Shahril | Janoko Pujo           | chi tiết |
| Dưới 70 kg nam | Mahlee Abdulloh                 | Nguyễn Duy Chiến        | Fitroh Ramdhani Rahmat | Min Swe               | chi tiết |
| Dưới 75 kg nam | Muhamed Ramli Mohamed N. Rafili | Đinh Công Sơn           | Kaenjanbai Prajaksin   | Mulyono Mulyono       | chi tiết |
| Dưới 80 kg nam | Syaifullah Rony                 | Vũ Thế Hoàng            | Abdulleh Faizal        | Kaewphet Saksit       | chi tiết |
| Dưới 50 kg nữ  | Simbar Pengky                   | Haji Adnan Rina Jordana | Amran Nur As'ashikeen  | Nguyễn Ngọc Anh       | chi tiết |
| Dưới 55 kg nữ  | Huỳnh Thị Thu Hồng              | Rosmayani Rosmayani     | Asmad Emraida          | Wan Abdulrajak Wan N. | chi tiết |
| Dưới 60 kg nữ  | Noytapa Jutarat                 | Huinda Nerlyn           | Mohamad Malini         |                       | chi tiết |
| Dưới 65 kg nữ  | Ni Nyoman Supartini             | Nguyễn Thị Phương Thuý  | Bangsalad Monruthai    | Lajip Emy             | chi tiết |
| Trên 65 kg nữ  | Lê Thị Hồng Ngoan               | Fitriani Puspa Endah    | Promduang Ratanaporn   | Sapuan Masyura        | chi tiết |
| Tunggal nữ     | Winarni Tuti                    | Haji Raya Norleyermay   | Aunkasiwet Aangkana    |                       | chi tiết |